# Hines Hill
Hines Hill är en ort i Australien. Den ligger i kommunen Merredin och delstaten Western Australia, omkring 210 kilometer öster om delstatshuvudstaden Perth. Antalet invånare är 142.
Trakten runt Hines Hill är nära nog obefolkad, med mindre än två invånare per kvadratkilometer.. Närmaste större samhälle är Merredin, omkring 20 kilometer öster om Hines Hill.
Trakten runt Hines Hill består till största delen av jordbruksmark. Genomsnittlig årsnederbörd är 422 millimeter. Den regnigaste månaden är juli, med i genomsnitt 55 mm nederbörd, och den torraste är februari, med 12 mm nederbörd.